# Illuminazione a gas

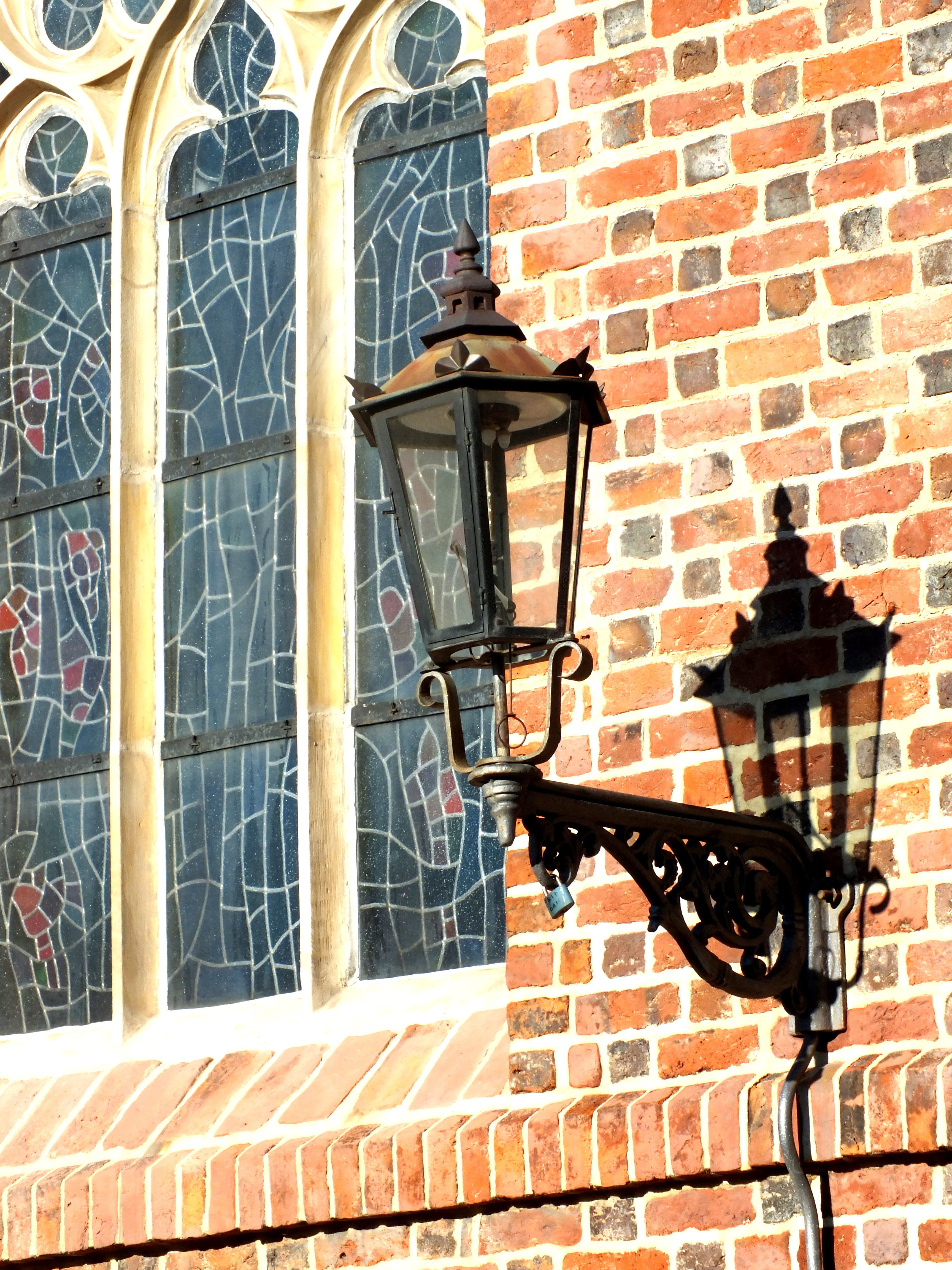
Illuminazione a gas nel centro storico di Breslavia, in Polonia

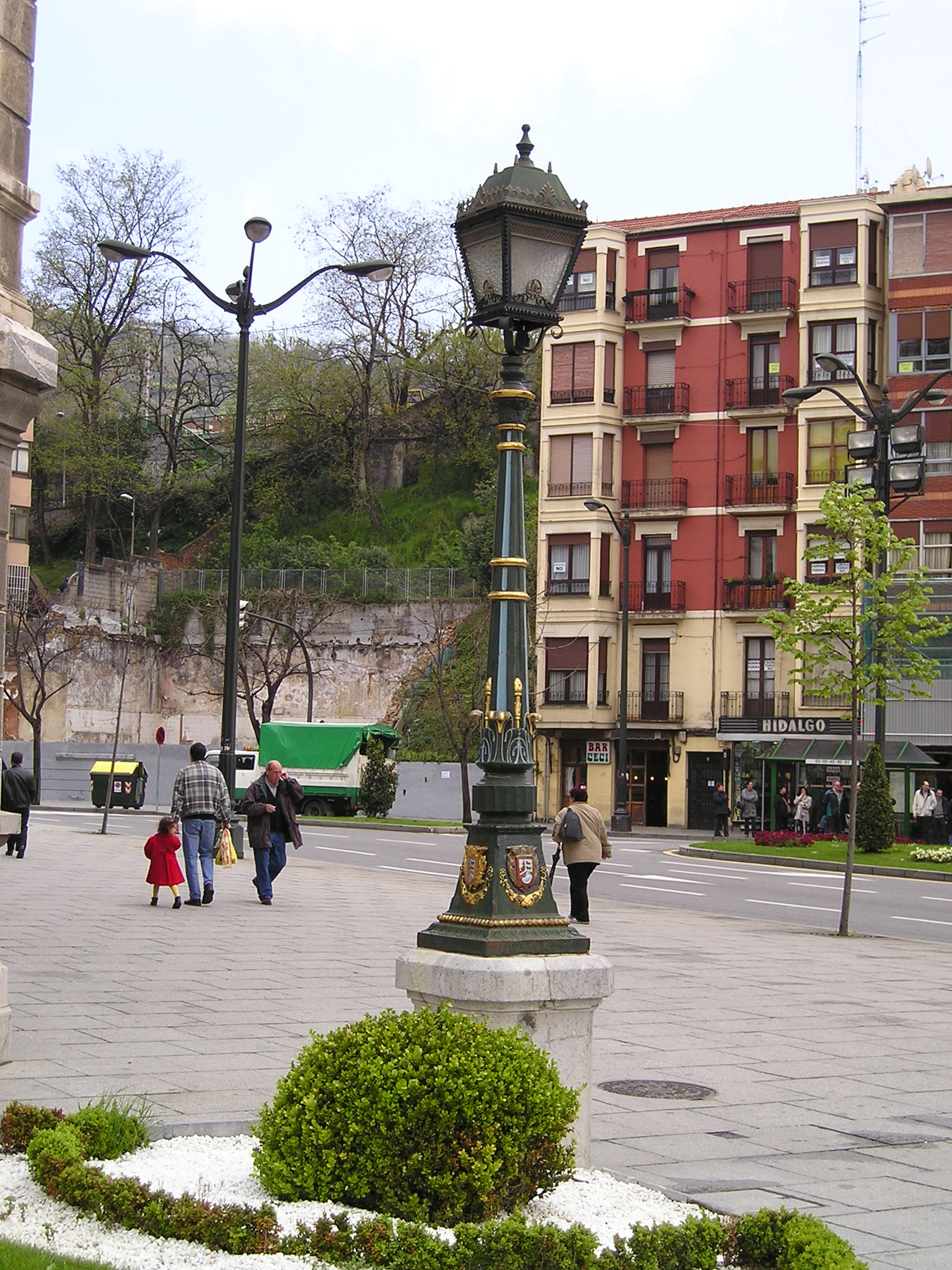
Illuminazione a gas nel centro storico di Bilbao, in Spagna

L'illuminazione a gas è una tecnologia che produce luce mediante la combustione di un combustibile gassoso come l'idrogeno, il metano, il monossido di carbonio, il propano, il butano, l'acetilene o l'etilene.
Il gas era la tecnica più popolare di illuminazione nella città e nei sobborghi prima che l'elettricità, che l'avrebbe soppiantato, fosse sufficientemente diffusa ed economica per consentire un uso pubblico generale.
Originariamente le lampade a gas dovevano essere accese manualmente, ma presto furono adottate lampade ad accensione automatica.
L'illuminazione a gas è oggi tipicamente usata per il campeggio, per produrre una luce intensa e di lunga durata in modo economico e senza ricorrere ad apparecchi complessi.

## Storia

### Antefatti
I primi combustibili per illuminazione furono l'olio di oliva, la cera d'api, l'olio di pesce, l'olio di balena, l'olio di sesamo, l'olio di noce e altre sostanze simili, che furono usate fino alla seconda metà del XVIII secolo. Cronache cinesi del III secolo registrano l'uso di gas naturale per l'illuminazione domestica e per il riscaldamento attraverso un sistema di tubazioni di bambù.
L'illuminazione pubblica precedette di secoli la scoperta e l'adozione dell'illuminazione a gas. Nel 1417, sir Henry Barton, sindaco di Londra, ordinò di "appendere lanterne nelle sere d'inverno fra Ognissanti e la Candelora". Parigi fu illuminata dopo un'ordinanza del 1524 e, agli inizi del XVI secolo, agli abitanti si ordinava di tenere luci accese alle finestre sulla strada. Nel 1668, quando si vollero migliorare le strade di Londra, ai residenti si ricordava di appendere le loro lanterne nei periodi usuali, e nel 1690, fu emanata un'ordinanza che prescriveva di esporre un lume o una lanterna ogni notte al calare del sole da San Michele a Natale. Il consiglio comunale nel 1716 approvò un regolamento, secondo cui tutti i residenti nelle case che si affacciavano su vie, vicoli o passaggi dovevano esporre ogni notte una o più luci dalle sei alle undici, con una multa di uno scellino in caso di inosservanza.
I gas naturali (tra cui i gas di carbone) erano originariamente noti per le loro controindicazioni piuttosto che per le loro caratteristiche utili. Nelle miniere di carbone i pericoli dei gas naturali per i minatori erano il soffocamento e l'incendio. Nel 1667 un opuscolo sugli effetti nocivi della combustione dei gas era intitolato A Description of a Well and Earth in Lancashire taking Fire, by a Candle approaching to it. Imparted by Thomas Shirley, Esq an eye-witness.
Il dottor Stephen Hales fu il primo a ricavare un fluido infiammabile dalla distillazione del carbone. I suoi esperimenti sono riportati nel primo volume dei suoi Vegetable Statics, editi nel 1726. Dalla distillazione di "158 grani [10,2 grammi] di carbone di Newcastle, dichiara di aver ottenuto 180 pollici cubici [2,9 litri] di aria, del peso di 51 grani [3,3 grammi], circa un terzo del totale." Questi risultati rimasero apparentemente inosservati per parecchi anni.
Nelle Philosophical Transactions of the Royal Society del 1733, alcune proprietà dei gas di carbone sono descritte in un articolo intitolato An Account of the Damp Air in a Coal-pit of Sir James Lowther, sunk within Twenty Yards of the Sea. L'articolo espone alcuni fatti basilari sull'infiammabilità e su altre proprietà dei gas di carbone.
Le principali proprietà del gas di carbone furono dimostrate a diversi membri della Royal Society e mostravano che dopo aver mantenuto il gas per un certo tempo conservava la sua infiammabilità. Gli scienziati dell'epoca non vedevano ancora nessun utilizzo pratico.
Il dottor John Clayton, in un estratto da una lettera pubblicata sulle Philosophical Transactions del 1735, chiama il gas lo "spirito" del carbone e scopre casualmente la sua infiammabilità. Allo "spirito" capita di prendere fuoco, quando viene a contatto con una candela, come quello fuoriuscito da una crepa in uno dei suoi tini di distillazione. Conservando il gas in vesciche, intratteneva gli amici, mostrando loro l'infiammabilità.

### La prima illuminazione a gas
Alessandro Volta nel 1776, studiando e sperimentando il metano, progettò e costruì una lampada perpetua a gas infiammabile. William Murdoch fu il primo ad utilizzare l'infiammabilità del gas per l'illuminazione. Lavorava per Matthew Boulton e James Watt nella loro officina di motori a vapore Soho Foundry a Birmingham. Nei primi anni 1790, mentre supervisionava l'uso dei motori a vapore della sua azienda in una miniera di stagno in Cornovaglia, Murdoch iniziò a sperimentare diversi tipi di gas, decidendosi infine per il gas di carbone, in quanto era il più efficace. Dapprima illuminò la sua abitazione a Redruth nel 1792. Nel 1798 utilizzò il gas per illuminare l'edificio principale della Soho Foundry e nel 1802 illuminò l'esterno per una dimostrazione pubblica di illuminazione a gas: le luci stupirono la popolazione locale. Uno dei dipendenti della Soho Foundry, Samuel Clegg, intuì il potenziale del nuovo mezzo di illuminazione. Clegg lasciò il suo lavoro per dedicarsi all'illuminazione a gas, con la Gas Lighting and Coke Company.

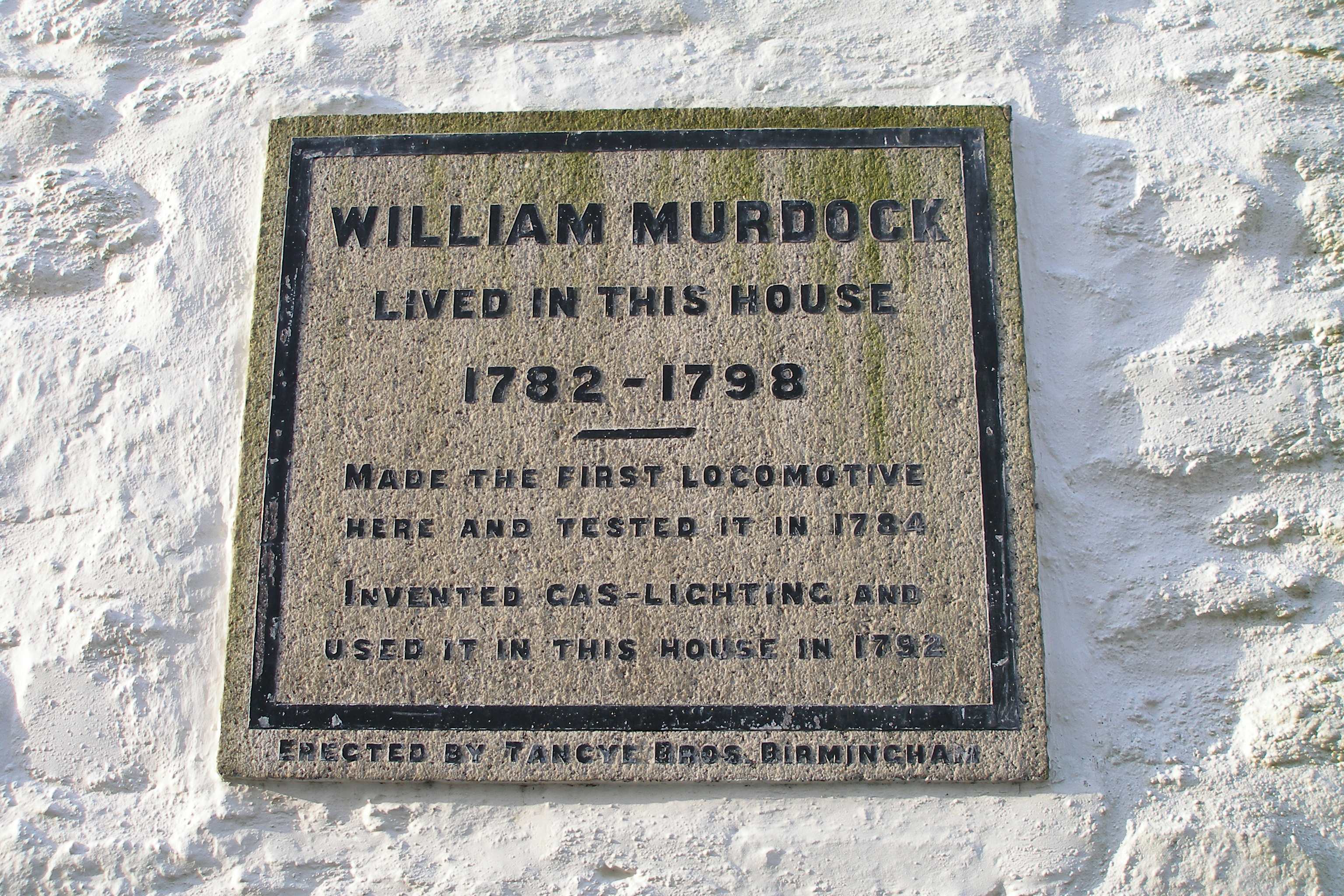
Dettaglio di una targa sul muro della casa di Murdoch

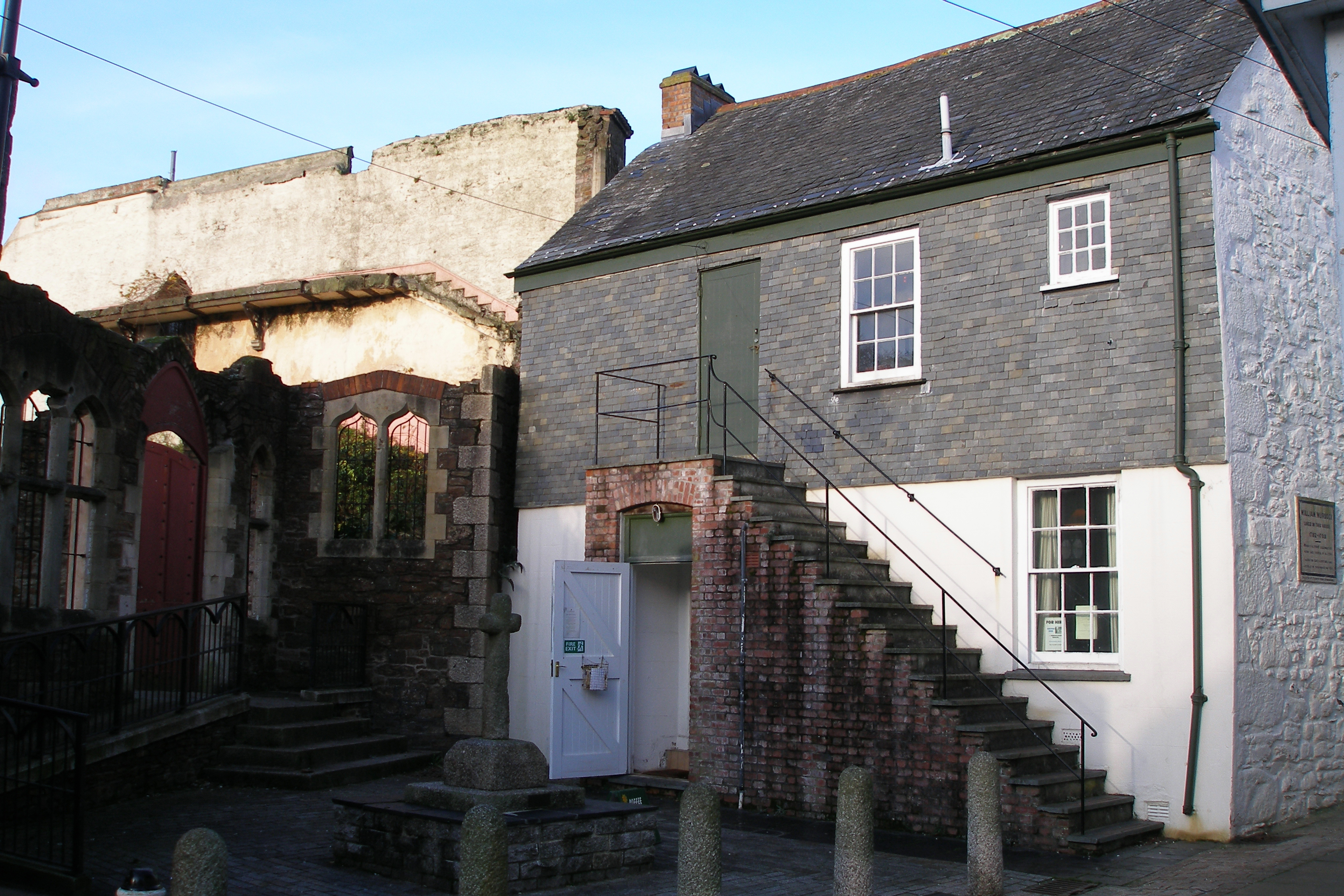
La casa di Murdoch a Redruth

Una "termolampada" che faceva uso di gas distillato dal legname fu brevettata nel 1799, mentre l'inventore tedesco Friedrich Winzer (Frederick Albert Winsor) fu il primo a brevettare l'illuminazione a gas nel 1804.
Nel 1801 Philippe Lebon di Parigi utilizzò lampade a gas per illuminare la sua casa e i giardini, mentre progettava di illuminare l'intera Parigi. Nel 1820 Parigi adotterà l'illuminazione stradale a gas.
Nel 1804 il dottor Henry tenne un corso di chimica a Manchester, in cui mostrava la tecnica di produzione del gas dal carbone la facilità e il vantaggio del suo utilizzo. Il dottor Henry analizzò la composizione e indagò la proprietà del gas d'idrogeno carburato. I suoi esperimenti furono numerosi e accurati e si estesero a molte sostanze; ottenne gas dal legname, dalla torba, da diverse qualità di carbone, da oli, cera e così via e quantificò l'intensità della luce da ogni sorgente.
Josiah Pemberton, un inventore, fece esperimenti per un certo tempo sulla natura del gas. Cittadino di Birmingham, la sua attenzione era stata probabilmente attirata dall'esibizione della Soho Foundry. Verso il 1806, espose lumi a gas in una varietà di forme e con grande lucentezza sulla facciata della sua fabbrica di Birmingham. Nel 1808 costruì un apparecchio, con parecchie applicazioni pratiche, per Benjamin Cooke, un produttore di tubi d'ottone e giocattoli dorati.
Nel 1806 Murdoch presentò alla Royal Society un articolo intitolato Resoconto dell'applicazione del gas da carbone per fini economici (Account of the Application of Gas from Coal to Economical Purposes) in cui descrisse il suo successo nell'applicazione del gas di carbone per illuminare il grande stabilimento dei signori Phillips and Lea. Per questo articolo ricevette la medaglia d'oro del conte Rumford. Le dichiarazioni di Murdoch mettevano in piena luce i vantaggi del gas rispetto alle candele e contenevano molte informazioni utili sui costi di produzione e gestione.
La prima illuminazione pubblica stradale mediante gas fu realizzata in Pall Mall, a Londra, il 28 gennaio 1807. Nel 1812 il Parlamento diede una concessione alla Gas Light and Coke Company, che fu la prima compagnia di gas al mondo. Meno di due anni dopo, il 31 dicembre 1813, il ponte di Westminster era illuminato a gas.
L'illuminazione artificiale diventava più comune e cresceva il desiderio di renderla prontamente disponibile al pubblico. In parte ciò si doveva alla maggiore sicurezza urbana dopo l'installazione di lampade a gas nelle strade. Nel 1809 il parlamento fece un primo tentativo di acquisire una società di illuminazione a gas per accelerare le installazioni, ma la proposta non passò. Nel 1810 comunque il tentativo fu riproposto e nonostante l'opposizione per le ingenti spese, la legge fu approvata. Nel 1816 Samuel Clegg ottenne il brevetto per la storta rotante orizzontale, per il suo apparecchio per la purificazione del gas di carbone con una crema di calce e acqua, per il suo misuratore di gas rotante e per il regolatore automatico.

### La diffusione dell'illuminazione a gas

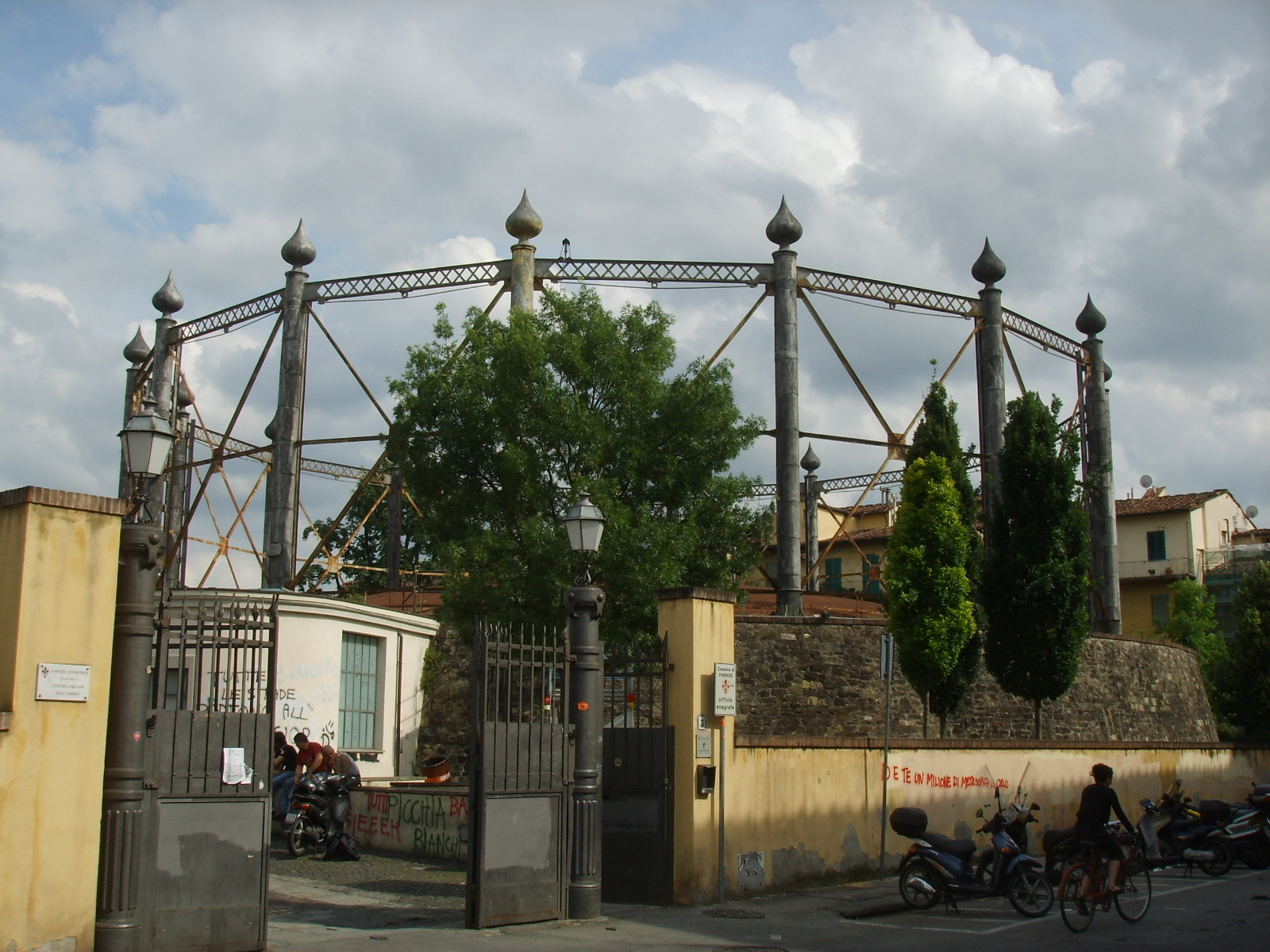
Un gazometro dismesso, a Firenze

In seguito a questi successi, l'illuminazione a gas si estese ad altri paesi. L'uso di lumi a gas nel museo di Rembrandt Peale a Baltimora nel 1816 fu un grande successo. Baltimora fu la prima città statunitense dotata di lampioni a gas, gestiti dalla Peale's Gas Light Company.

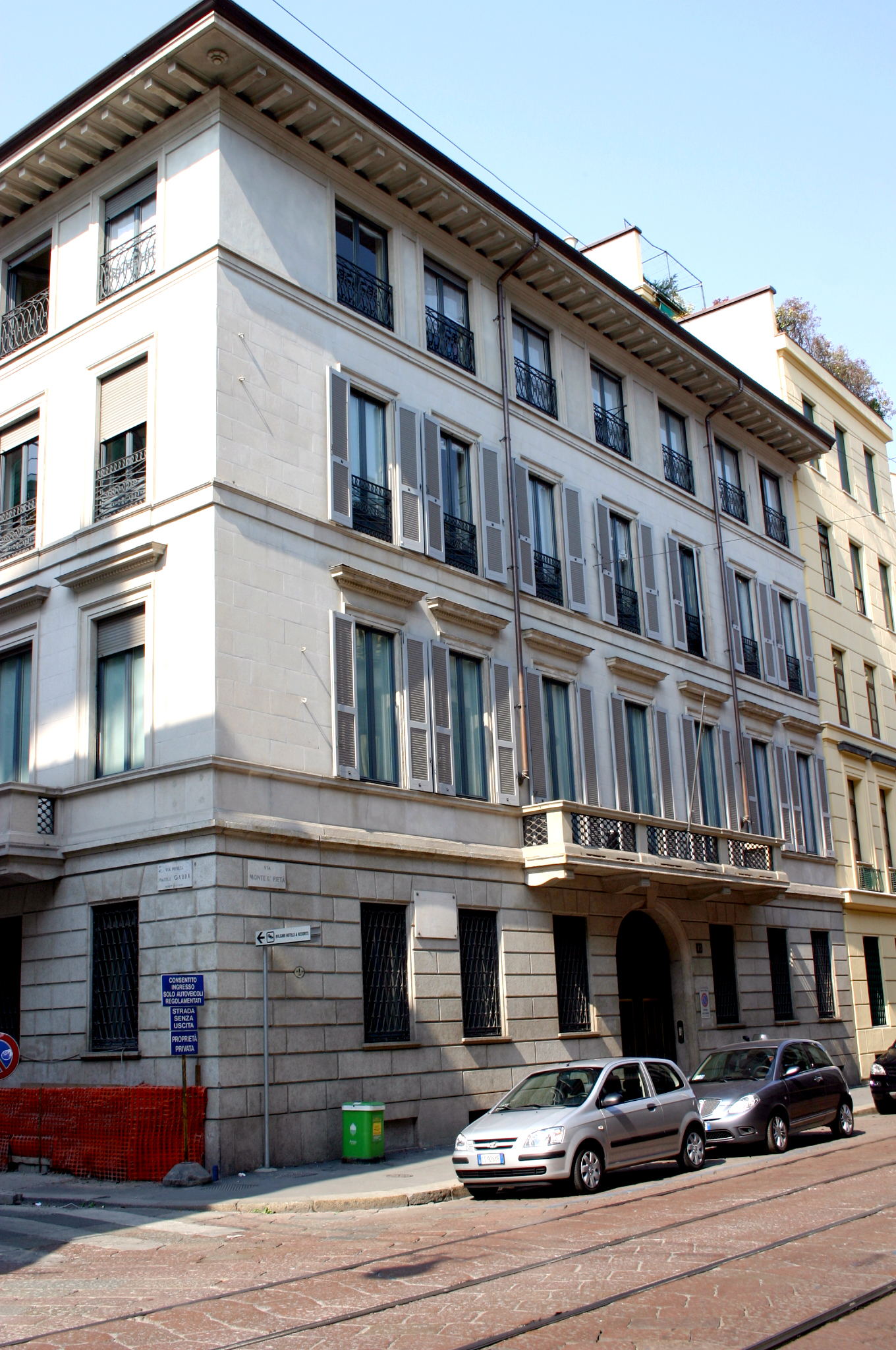
Casa Porro-Lambertenghi a Milano, illuminata sperimentalmente a gas nel 1818

Fra le conseguenze economiche dell'illuminazione a gas si ebbe un notevole allungamento dell'orario di lavoro nelle fabbriche. Ciò fu particolarmente importante in Gran Bretagna durante i mesi invernali, quando le notti sono molto lunghe. Le fabbriche potevano persino lavorare ininterrottamente per tutte le 24 ore, con il conseguente aumento della produzione giornaliera.
Nel 1817, nelle tre sedi della Chartered Gas Company, si carbonizzavano 25 chaldron (24 m³) di carbone al giorno, per produrre 300 000 piedi cubici (8 500 m³) di gas. Il gas bastava per alimentare lampade equivalenti a 75 000 lampade Argand ognuna delle quali emetteva una luce di sei candele. Inoltre, nella City Gas Works, in Dorset Street, nel quartiere londinese di Blackfriars, si carbonizzavano tre chaldron di carbone al giorno, per alimentare l'equivalente di 9 000 lampade Argand.
Sempre nel 1817, a Napoli, re Ferdinando I delle Due Sicilie concesse un privilegio per l'illuminazione a gas a Pierre Andevel di Montpellier; la concessione rimase però senza effetti concreti. L'anno successivo Casa Porro-Lambertenghi a Milano venne illuminata sperimentalmente.
In quel periodo la principale difficoltà nell'industria del gas era la purificazione. D. Wilson, di Dublino, brevettò un metodo per purificare il gas di carbone mediante l'azione chimica di un gas di ammoniaca. Un altro metodo fu individuato da Reuben Phillips, di Exeter, che brevettò la purificazione del gas di carbone con una limetta secca. G. Holworthy, nel 1818, brevettò una tecnica di purificazione che faceva passare il gas, ad alta condensazione, attraverso una serpentina di ferro rovente.
Già nel 1823 numerose città e cittadine britanniche erano illuminate a gas. L'illuminazione a gas costava il 75% in meno rispetto a lampade a olio o candele e questo fattore accelerò molto lo sviluppo e la diffusione. Già nel 1859 l'illuminazione a gas era diffusa in tutta la Gran Bretagna e circa mille stabilimenti erano sorti per far fronte all'esigenza del nuovo combustibile. L'illuminazione più intensa fornita dal gas permetteva di leggere più facilmente e più a lungo. Ciò contribuì a stimolare l'alfabetizzazione e l'apprendimento, accelerando la seconda rivoluzione industriale.
Il gas di petrolio appariva un rivale del gas di carbone. Nel 1815, John Taylor brevettò un apparecchio per la decomposizione del petrolio e di altre sostanze animali. L'attenzione pubblica fu attratta dal gas di petrolio per via dell'esposizione dell'apparecchio ad Apothecary's Hall.
In alcune città italiane l'illuminazione a gas fu introdotta negli anni 1830. I primi tentativi e studi sistematici per l'illuminazione pubblica in Italia furono avviati da Giovanni Aldini nel 1820. Il primo tentativo riuscito di illuminare a gas un luogo pubblico avvenne alla Galleria De Cristoforis a Milano nel 1832. In seguito fu fatto un esperimento a Napoli nel 1837. Nello stesso anno a Torino si costituì una delle prime società per il gas (altre ne verranno fondate nel 1852 e nel 1861), primo nucleo di quella che sarebbe diventata Italgas. Nel 1839 viene data una concessione per l'illuminazione a gas di Firenze e viene installata l'illuminazione sperimentale nel Liceo di Santa Caterina a Venezia. A Napoli nel 1838 fu stipulata una nuova concessione.
Altre città italiane furono illuminate a gas negli anni 1840, fra cui Milano, con una concessione nel 1843, Roma, solo dopo l'ascesa al soglio pontificio di papa Pio IX (1846), e Palermo, dove i primi 44 fanali vennero accesi nel 1845. In anni successivi, il gas giunse ad illuminare anche le pubbliche vie di città meno grandi: ad esempio Forlì (nel 1864) o Prato (nel 1869).
Nel 1869 le città italiane che contavano il maggior numero di lampade erano Milano, Torino, Trieste, Napoli e Genova.
Nel 1891 l'invenzione della reticella per gas del chimico austriaco Carl Auer von Welsbach eliminò la necessità di uno speciale gas illuminante, una miscela sintetica di idrogeno e di idrocarburi gassosi prodotta dalla distillazione distruttiva del bitume o della torba, per ottenere una luce intensa.

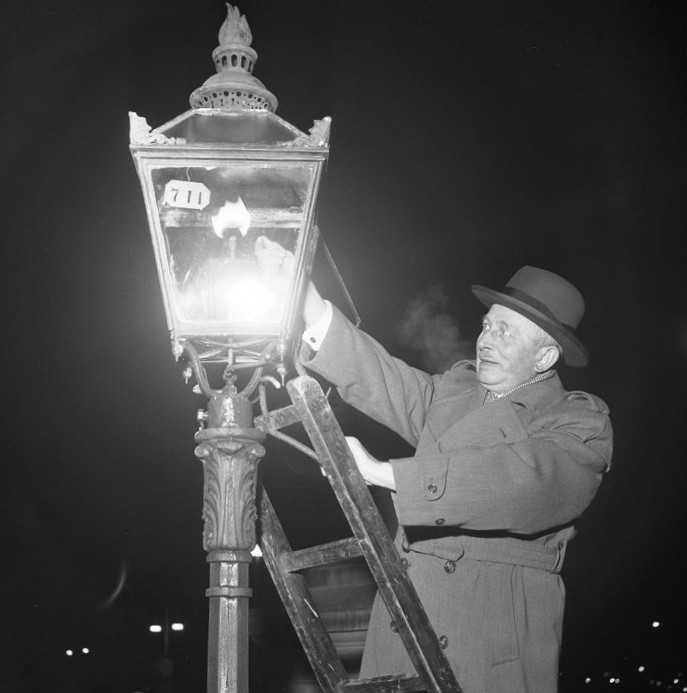
Un lampionaio accende un lampione a gas in Svezia, 1953. In quel periodo l'energia elettrica era ormai diffusa e le poche lampade a gas rimaste erano già divenute una curiosità.

Il gas illuminante era usato per l'illuminazione a gas, per produrre una luce più intensa rispetto a quella che si otteneva dal gas naturale o dal gas d'acqua. Il gas illuminante era molto meno tossico rispetto ad altri tipi di gas di carbone, ma a parità di carbone di partenza se ne poteva ricavare molto meno. Gli esperimenti con carbone distillato erano stati descritti da John Clayton nel 1684. L'impianto pilota di George Dixon esplose nel 1760. La prima applicazione commerciale si ebbe in un cotonificio di Manchester nel 1806. Nel 1901 gli studi sugli effetti defolianti delle perdite da tubazioni di gas condusse alla scoperta che l'etilene è un fitormone.
Per tutto il XIX secolo e all'inizio del secolo successivo, il gas era prodotto per gassificazione del carbone. Verso la fine del XIX secolo, il gas naturale cominciò a sostituire il gas di carbone, prima negli Stati Uniti e poi nel resto del mondo. Nel Regno Unito il gas di carbone fu utilizzato fino a dopo la seconda guerra mondiale.

## L'illuminazione a gas oggi
Nella prima metà del XX secolo, la maggior parte delle città europee e statunitensi era dotata di illuminazione stradale a gas. Presto però l'illuminazione elettrica subentrò all'illuminazione a gas. Piccole lampadine a incandescenza avevano iniziato a comparire verso la fine del XIX secolo, ma la transizione si completò solo dopo decenni.
L'illuminazione a gas non sparì completamente dalle città; in alcuni luoghi viene mantenuta l'illuminazione a gas per ottenere un gradevole effetto nostalgico. Similmente, l'illuminazione a gas vive un ritorno nel mercato degli accessori domestici di lusso per gli appassionati di oggetti storici.
Il maggiore impianto di illuminazione a gas ancora operativo in Europa è probabilmente quello di Berlino, con circa 44 000 lampade. Poche vie del centro di Londra, i Parchi reali e l'esterno di Buckingham Palace restano illuminati a gas, così come la zona di Covent Garden. Anche il Park Estate di Nottingham mantiene la sua illuminazione a gas originaria. Nei Paesi Bassi una decina di città sono illuminate a gas e impianti della dimensione di centinaia di lampade si trovano a Praga e a Zagabria.
Negli Stati Uniti Cincinnati adotta l'illuminazione a gas in molti quartieri, come parte del quartiere francese di New Orleans e del Beacon Hill di Boston.
South Orange nel New Jersey ha scelto l'illuminazione a gas come simbolo della città e la utilizza in quasi ogni strada. Parecchie altre città del New Jersey mantengono l'illuminazione a gas: Glen Ridge, Palmyra, Riverton e alcune zone di Orange.
Molte società del gas addebitano una tariffa fissa periodica per le lampade a gas dei clienti. L'alto costo dell'illuminazione mediante gas naturale spiega almeno parzialmente perché molte delle vecchie lampade a gas siano state convertite all'elettricità. Si possono facilmente installare dei temporizzatori alimentati da batterie ricaricabili con l'energia solare per tenere le lampade a gas spente durante il giorno per ridurre i consumi e la produzione di effetto serra del 50%.
Le più diffuse lampade a gas sono oggi realizzate in rame.  Generalmente sono dotate di un sistema di accensione elettronico che consente l'azionamento attraverso un normale interruttore e, per il risparmio energetico, di un sistema di spegnimento comandato da un temporizzatore o da una fotocellula.
L'uso del gas naturale (metano) per l'illuminazione di interni è pressoché assente. Non solo sarebbe un'indesiderata fonte di calore, ma la combustione del metano provoca l'emissione di monossido di carbonio, un gas incolore e inodore che il sangue assorbe prima dell'ossigeno ed è letale in alte concentrazioni. Storicamente, le lampade a gas erano usate per periodi brevi rispetto all'utilizzo odierno di lampade elettriche e gli edifici avevano più spifferi, il che riduceva la pericolosità dell'utilizzo. Non esistono fornitori di reticelle a gas che prevedono l'utilizzo con gas naturale, ma alcune case antiche posseggono ancora vecchie lampade, destinate più alla decorazione che all'uso effettivo. Le lampade moderne sono alimentate a propano, che in molte condizioni produce una combustione completa trasformandosi in anidride carbonica e vapore acqueo.
In alcune località dove la rete elettrica o il kerosene non sono disponibili, le lampade a reticella alimentate a propano sono ancora in uso, anche se la crescente disponibilità di energia alternativa, come i pannelli solari e i piccoli generatori eolici, combinata con la crescente efficienza dei mezzi di illuminazione, rende questa soluzione marginale. Per un uso occasionale in località isolate le lampade a reticella alimentate a propano sono ancora più economiche e più pratiche di impianti di generazione di energia alternativa che richiedono manutenzione.

## Altri usi
L'illuminazione a gas è diffusa per le luci da campeggio, in cui si utilizzano piccole lampade portatili collegate a una piccola bombola. Sono anche disponibili lampade a reticella alimentate da gas di petrolio.